# Tom Erik Oxholm
Tom Erik Oxholm (Larvik, 22 febbraio 1959) è un ex pattinatore di velocità su ghiaccio norvegese.

## Palmarès

### Olimpiadi
- 2 medaglie:
  - 2 bronzi (Lake Placid 1980 nei 5000 metri; Lake Placid 1980 nei 10000 metri)

### Mondiali - Completi
- 1 medaglia:
  - 1 bronzo (Heerenveen 1980)

### Europei
- 1 medaglia:
  - 1 bronzo (Trondheim 1980)